# Ingredient

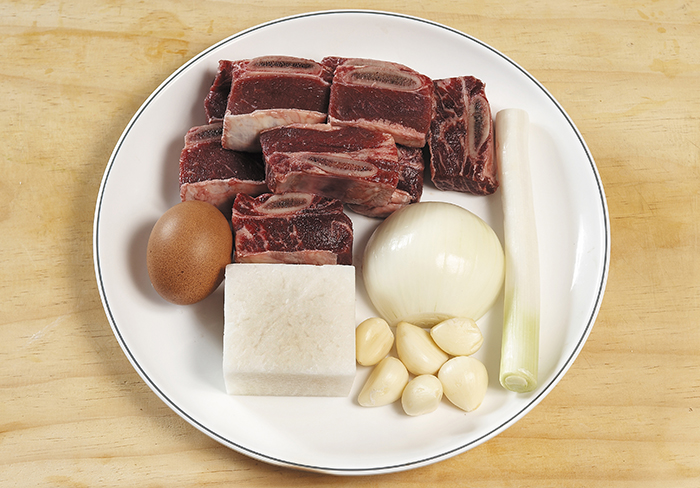
Ingrediente necesare pentru realizarea unei supe

Un ingredient este, în termeni generali, o substanță chimică ce face parte dintr-un amestec. În lumea culinară, spre exemplu, o rețetă specifică ce ingrediente sunt necesari pentru a pregăti un anumit tip de mâncare. Multe produse  comerciale conțin un "ingredient secret" care le diferențiază de produsele restului concurenților. În industria farmaceutică, ingredientul activ este un component al formulei responsabil de efectul dorit de către client.
Ca normă generală, legislațiile naționale, pretind specificarea listei de ingrediente, mai ales atunci când vine vorba de aditivi.
În majoritatea țărilor dezvoltate, legislația impune, de asemenea, să fie listate ingredientele funcție de relativa lor pondere în compoziția respectivului produs. În cazul unui ingredient care, la rândul său, este constituit de mai mult decât un singur ingredient (de exemplu, un biscuite care poate fi un ingredient intrat în compoziția unei înghețate cu aromă de „biscuiți și cremă”), atunci se listează ingredientele funcție de procentajul reprezentat în totalitatea acelui produs, cu subingredientele enumerate pe mai departe, în paranteze.

## Legături externe
- Această lucrare conține o traducere derivată din articolul Ingredient din Wikipedia în limba engleză, în mod concret de la această versiune, publicată de ai săi editori sub Licența GNU pentru documentație liberă și Creative Commons Attribution-Sharealike 3.0 Unported license.